# Liber de similitudinibus et exemplis
Der Liber de similitudinibus et exemplis (auch bekannt unter dem Namen Tabula exemplorum) ist eine Sammlung von Spruchweisheiten in lateinischer Sprache aus der ersten Hälfte des 13. Jahrhunderts, angeordnet in alphabetischer Reihenfolge nach Themen, beginnend mit accidia (Faulheit) und endend mit Xristi ascensio (der Himmelfahrt Christi). Das Werk wurde häufig Anselm von Canterbury zugeschrieben, aus dessen Werk die Mehrzahl der Spruchweisheiten stammt. Auch Eadmer, der Biograph Anselms wurde als vermutlicher Autor genannt. Einige der Handschriften von De similitudinis wurden illustriert. Die früheste erhaltene Handschrift mit Bildern ist British Library, Cotton Ms. Cleopatra C.XI entstanden um 1200–1220.

## Bibliographie
- Eadmeri monachi liber de sancti Anselmi similitudinibus, in: J.-P. Migne: Patrologiae cursus comletus. Series latina, Bd. 159, Sp. 606–708
- Claus Michael Kauffmann: New Images for Anselm's Table Talk: An Illustrated Manuscript of the Liber de similitudinibus, in: Journal of the Warburg and Courtauld Institutes 64 (2012), S. 87–113
- Jean Theobald Welter: La Tabula exemplorum secundum ordinem alphabeti: recueil d'exempla compile en France a la fin du XIIIe siecle. Paris 1926. [Auswahl in Latein]
- Jean Théobald Welter: L' exemplum dans la littérature religieuse et didactique du moyen âge. Paris-Toulouse 1927 [Enthält außerdem: La tabula exemplorum secundum ordinem alphabeti]
- Lynn Thorndike: Liber de similitudinibus et exemplis (MS. Berne 293, fols 1r-75v), in: Speculum 32, 1957, S. 780–791.